# Петер Хенлајн
Петер Хенлајн (1479/1480, Нирнберг – август 1542, Нирнберг) био је бравар и проналазач џепног сата у Нирнбергу у Немачкој.

## Живот и дело
О животу Петера Хенлајна се не зна много детаља. 1509. он је познат као мајстор бравар а око 1510. је као први покушао да направи џепни сат да тај начин што је израдио стојећи часовник у мањој размери и том приликом је употребио опругу која је покретала часовник око 40 часова без навијања. По неким теоријама ови часовници су били у облику кугли који су уграђивани у дозе за парфеме или су били у облику малих бубњева.
Обе форме немају никакву зависност са Нирбершким јајем- часовником који се развио након смрти Хенлајна у Нирнбергу а његови часовници су непознати из тога доба јер су они из разних збирки нису из његовог времена. Хенлајн је својим часовницима снабдевао немачке краљеве